# Lauf an der Pegnitz
Lauf an der Pegnitz, Lauf a.d.Pegnitz – miasto powiatowe w Niemczech, w kraju związkowym Bawaria, w rejencji Środkowa Frankonia, w regionie Planungsregion Nürnberg, siedziba powiatu Landkreis Nürnberger Land. Leży w Okręgu Metropolitarnym Norymbergi, ok. 15 km na północny wschód od Norymbergi, nad rzeką Pegnitz, przy autostradzie A9, drodze B14 i linii kolejowej Monachium – Berlin. Przez miasto przebiega trasa rowerowa pięciu rzek.

## Historia

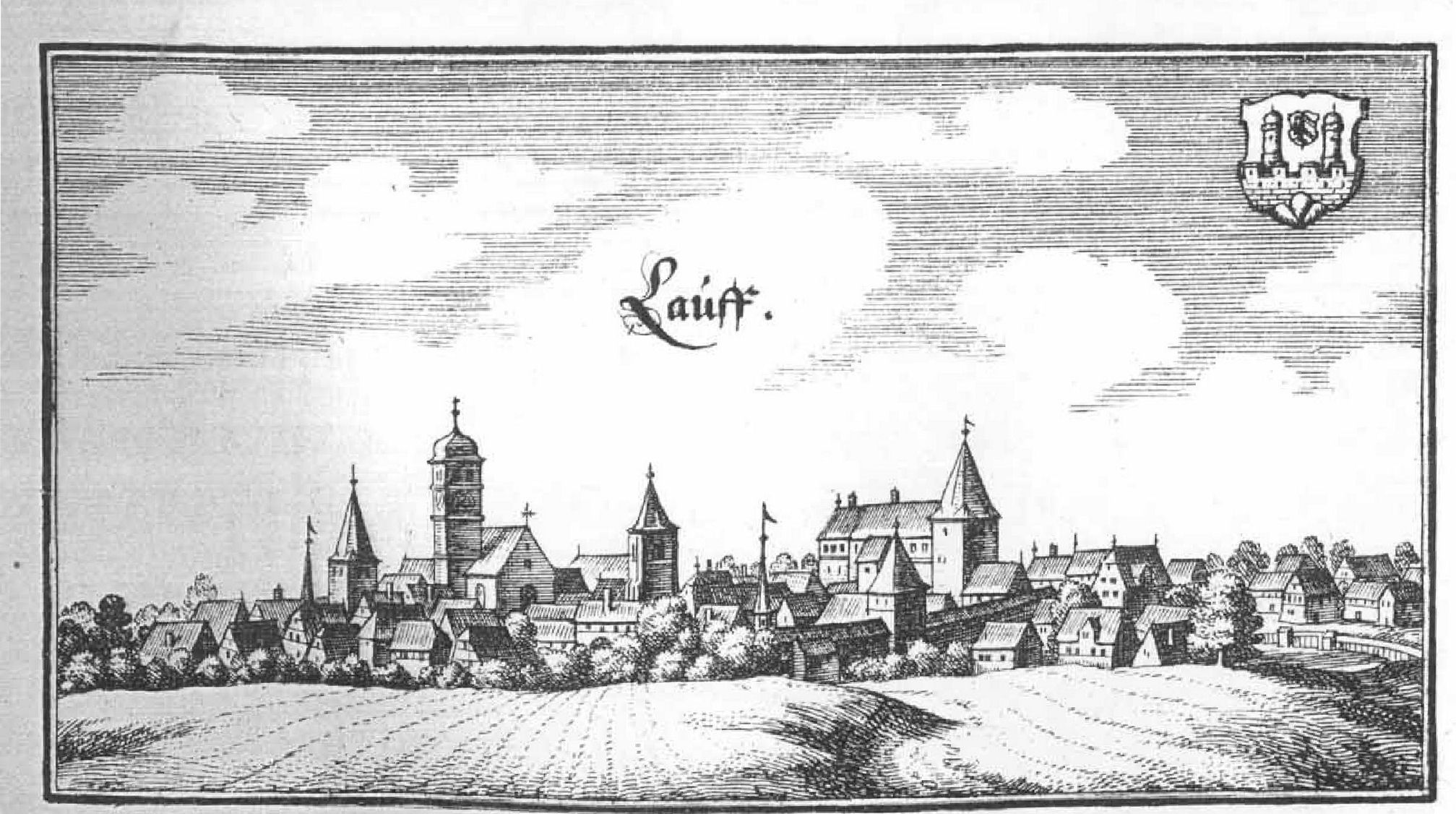
Lauf w XVII wieku

Od 1353 roku miejscowość leżała w granicach Czeskiego Palatynatu, stanowiącego część Królestwa Czech. Z racji na lokalizację przy trasie łączącej stolicę Czech Pragę z graniczącą z Czechami Norymbergą w 1355 król Czech Karol Luksemburski nadał osadzie prawa miejskie, a rok później podjął decyzję o wzniesieniu zamku, ukończonego w 1360 roku. Zważywszy na posąg czeskiego księcia Wacława I Świętego wieńczący bramę wjazdową do zamku jest on nazywany Zamkiem Wacława. Po kilkudziesięciu latach miasto zostało utracone przez Czechy, a w 1504 roku na skutek wojny o sukcesję w Landshut znalazło się w granicach Wolnego Miasta Norymbergi. W 1414 w Lauf gościł czeski duchowny i bohater narodowy Jan Hus. W 1806 miasto przyłączono do Królestwa Bawarii, które w 1871 zostało częścią zjednoczonych Niemiec. W 1927 roku do miasta włączono miejscowość Veldershof. W 1934 roku w zamku odkryto galerię 112 herbów czeskich, morawskich i śląskich rodów szlacheckich, miast, terytoriów i biskupstw. Jest to najcenniejszy tego typu zbiór dla czeskiej heraldyki. W latach 1971–1978 rozszerzono granice miasta, przyłączając okoliczne miejscowości.

## Zabytki
- XVI-wieczny[4] Stary Ratusz
- Zamek Wacława (niem. Wenzelschloss) zbudowany w latach 1356–1360
- Brama Norymberska

## Podział administracyjny
W skład miasta wchodzą następujące części miejscowości (Ortsteile):
| - Beerbach - Bullach - Dehnberg - Egelsee - Gaisreuth - Günthersbühl - Heuchling - Höflas - Hub - Kohlschlag - Kotzenhof | - Kuhnhof - Lauf lewobrzeżny - Lauf prawobrzeżny - Letten - Nessenmühle - Neunhof - Nuschelberg - Oedenberg - Rudolfshof - Schönberg - Seiboldshof | - Simmelberg - Simonshofen - St. Kunigunda - Steinbruch (Neubaugebiet) - Tauchersreuth - Veldershof - Vogelhof - Weigenhofen - Wetzendorf - Ziegelhütte |

## Polityka
Rada miasta:
|      | CSU | SPD | Zieloni | Wolni Wyborcy (Freie Wähler) | FDP | Razem     |
| 2008 | 11  | 7   | 5       | 6                            | 1   | 30 miejsc |
| 2002 | 14  | 8   | 2       | 5                            | 1   | 30 miejsc |

Pierwszym burmistrzem jest Benedikt Bisping, który wygrał wybory w marcu 2008 r., a stanowisko objął formalnie 1 maja 2008 r. Był kandydatem Zielonych; w drugiej turze wyborów pokonał kandydata CSU, zdobywając 62,8% głosów przy frekwencji 64,1%.

### Współpraca
Miejscowości partnerskie:
- Brive-la-Gaillarde, Francja
- Drama, Grecja
- Nyköping, Szwecja
- Oberwiesenthal, Saksonia
- Tirschenreuth, Bawaria

## Osoby urodzone w Lauf an der Pegnitz
- Hermann Roesler, ekonom
- Timo Rost, piłkarz
- Sebastian Szikal, piłkarz
- Christoph Jacob Trew, lekarz, botanik